# نواف الزعاقي
نواف الزعاقي لاعب كرة قدم سعودي ، في مركز مدافع ، يلعب حاليا مع نادي الدرعية.

## مسيرة اللاعب
مثل نادي الهلال في الفئات السنية و لعب بعدها نادي المزاحمية ونادي المجزل ونادي الدرعية ونادي الجبلين.